# Natalie Steward
Natalie Alwyne Steward (ur. 30 kwietnia 1943 w Pretorii) – brytyjska pływaczka, dwukrotna medalistka olimpijska z Rzymu.
Urodziła się w Południowej Afryce, później jej rodzina przeprowadziła się do Rodezji Północnej i w jej barwach brała udział w Igrzyskach Imperium Brytyjskiego i Wspólnoty Brytyjskiej w 1958. Zawody w 1960 były jej jedynymi igrzyskami olimpijskimi. Zdobyła srebro na dystansie 100 metrów stylem grzbietowym i brąz na dystansie 100 metrów stylem dowolnym.